# 戸塚七郎
戸塚 七郎（とつか しちろう、1925年3月11日 - ）は、日本の哲学研究者、旧・東京都立大学名誉教授。西洋古典哲学専攻。

## 来歴
北海道生まれ。1950年京都大学文学部哲学科卒。東京都立大学助教授、教授、1987年定年退官、愛知大学教授。

## 著書
- 『プラトン』牧書店（世界思想家全書）1964

### 編著
- 『プラトン　ソクラテスの弁明』（編）有斐閣新書 1979.5、新版2004
- 『懐疑への誘い』北樹出版 1998.3

### 翻訳
- ジャン・ブラン『プラトン』白水社・文庫クセジュ 1962、のち新版
- エピクロス『メノイケウス宛書簡・主要教説・断片』（世界人生論全集 第1）筑摩書房 1963
- プルタルコス『運命論』（世界人生論全集 第2）筑摩書房 1963
- ニーチェ『古典ギリシアの精神』泉治典・上妻精共訳 （全集 第1巻）理想社 1963／ちくま学芸文庫 1994
- アリストテレス『生成消滅論』（アリストテレス全集 第4巻）岩波書店 1968
- アリストテレス『問題集』（全集 第11巻）岩波書店 1968
- プラトン『ソクラテスの弁明・饗宴』旺文社文庫 1969
- プラトン『クラテュロス』（全集 1）角川書店 1973
- プラトン『ピレボス』（全集 3）角川書店 1973
- プラトン『テアイテトス』（全集 2）角川書店 1974
- プラトン『ヒッピアス（小』（全集 10）岩波書店 1975
- オリュムピオドロス『プラトン伝』/プルタルコス『プラトン哲学の諸問題』「プラトン全集 別巻」角川書店 1977.5
- 『後期ギリシア哲学者資料集』山本光雄共訳 岩波書店 1985.5
- アリストテレス『弁論術』岩波文庫 1992.3
- プルタルコス『モラリア 13・14』京都大学学術出版会（西洋古典叢書）1997
- プルタルコス『モラリア 6』京都大学学術出版会（西洋古典叢書）2000
- ピロストラトス/エウナピオス『哲学者・ソフィスト列伝』金子佳司共訳 京都大学学術出版会（西洋古典叢書）2001